# San Potito (Neapel)
Koordinaten: 40° 51′ 7,2″ N, 14° 14′ 57,7″ O

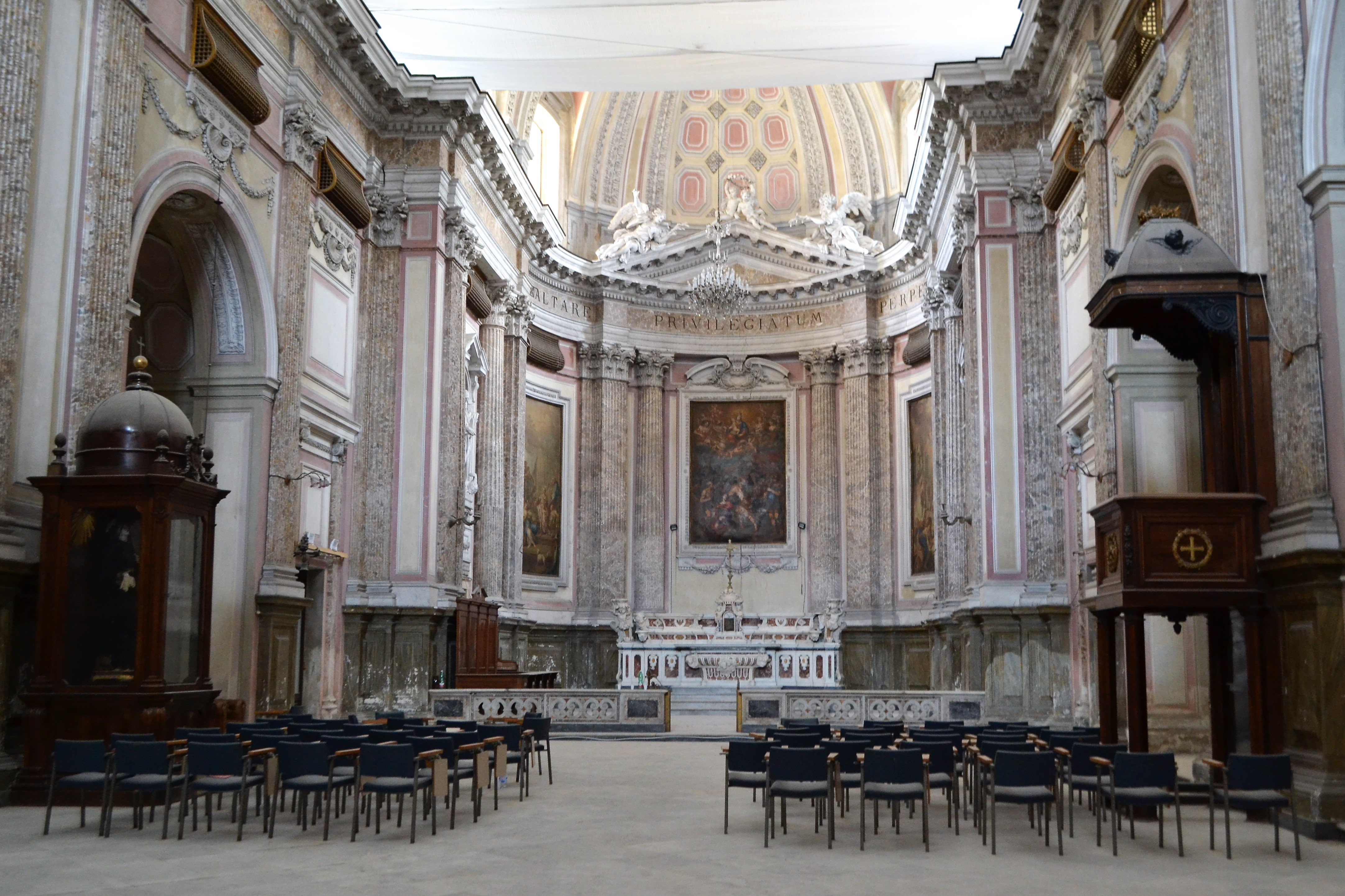
Innenraum nach der Restaurierung (2017)

Die Chiesa di San Potito ist eine Kirche in Neapel auf dem gleichnamigen Hügel (auch Costagliola genannt) in der Nähe des Museo Archeologico Nazionale. Der Name bezieht sich auf den heiligen Potitus († 160 in Tricarico), der aus Sardica (Bulgarien) stammte, und unter dem Imperator Antoninus Pius wegen seines christlichen Glaubens zum Märtyrer wurde. Die Kirche ist derzeit dekonsakriert (Stand 2018).

## Geschichte
Sie wurde in der ersten Hälfte des 17. Jahrhunderts von Pietro De Marino errichtet. Am gleichen Ort gab es zuvor bereits ein religiöses Gebäude, das zuerst von  Basilianerinnen und später von Benediktinerinnen geführt wurde. Die Kirche wurde 1780 unter Leitung des Architekten Giovan Battista Broggia erneuert.
Als das Kloster 1808 von der französischen Regierung aufgehoben wurde, wurde die Kirche geplündert  und 1809 der Infanterie zugesprochen. Die Nonnen mussten nach San Gregorio Armeno umziehen. Die Kirche blieb verlassen, bis sie durch einen Erlass von Franz I. einem Verein von Bankbeamten anvertraut wurde.
1867 wurde die Treppe an der Via Pessina erbaut, während das ehemalige Kloster, von dessen Kreuzgang man einen schönen Panoramablick hat, zu einer Kaserne der Carabinieri umfunktioniert wurde.
San Potito erlitt beim Erdbeben von 1980 erhebliche Schäden und war jahrzehntelang geschlossen. Sie konnte erst nach einer Restaurierung am 22. Juni 2017 wiedereröffnet werden und ist nun Sitz einer Akademie für junge Menschen für Musik, Kunst und Schauspiel. Der Verein „Ad alta voce“ mit seinem Präsidenten M° Carlo Morelli beabsichtigte außerdem ein Crowdfunding zugunsten der Restaurierung der Sakristei.

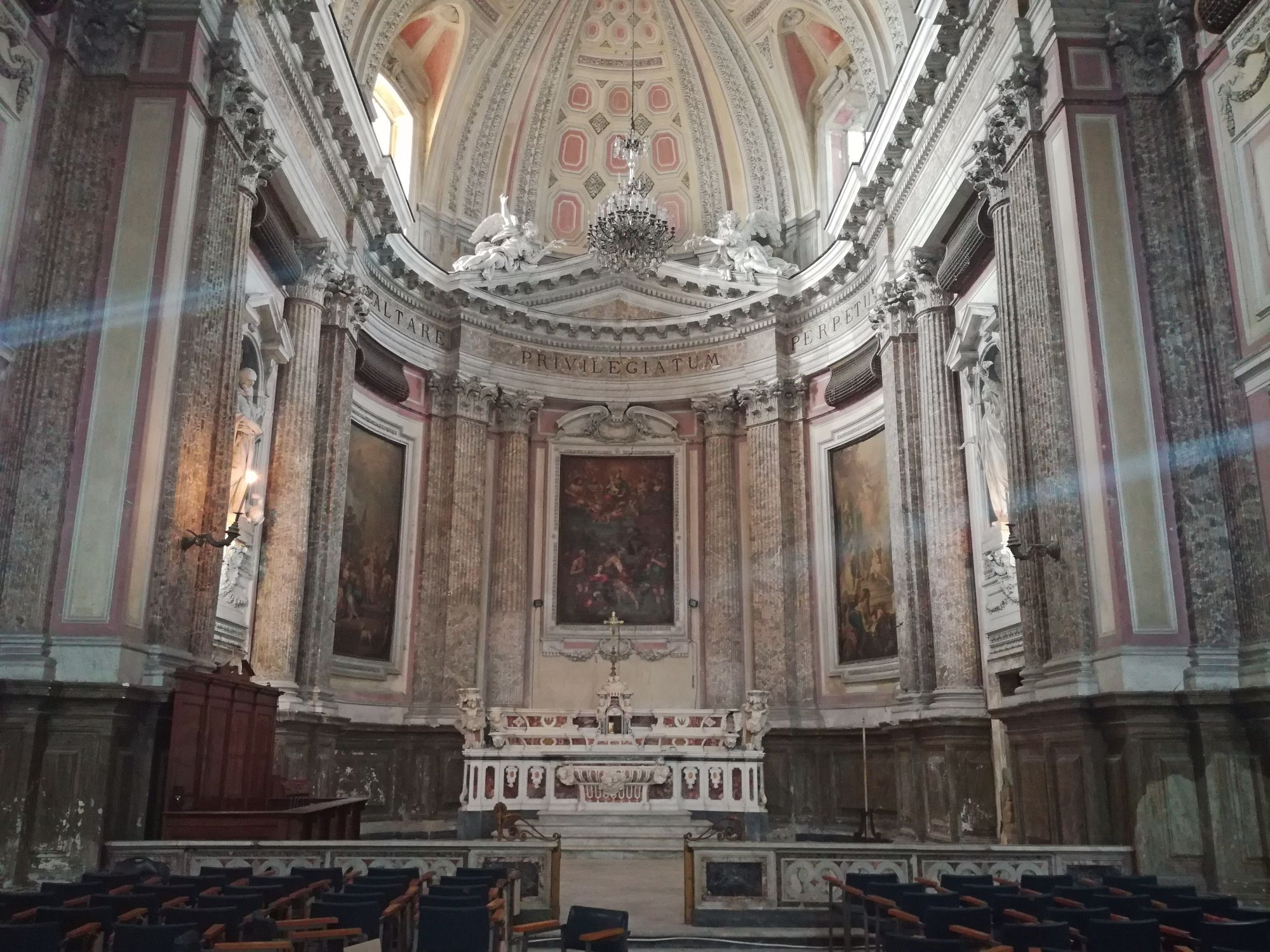
Apsis mit Hauptaltar

## Beschreibung
Die Fassade von San Potito mit ihrem Portikus ist typisch für den neapolitanischen Barock des 17. Jahrhunderts.
Der Innenraum ist ein Juwel des spätbarock beeinflussten Klassizismus. Die Wände werden durch kannelierte Pilaster und Säulen korinthischer Ordnung aus grau-beige-gesprenkeltem Marmor rhythmisiert, das darüberliegende Gesims und andere Details sind aus weißem Marmor, die Wände und das kassettierte Deckengewölbe in Zartgelb und Lachsrosa gefasst, hinzu kommt ein dezenter Dekor aus weißem Stuck.
Unter den Gemälden sind besonders erwähnenswert: eine Rosenkranzmadonna von Luca Giordano (1664); Die Wunder des San Potito (1784) und eine Immacolata (1791) von Giacinto Diano; das Martyrium des San Potito von Niccolò de Simone (1654); eine Madonna mit Heiligen von Andrea Vaccaro und eine Madonna della Purità mit Heiligen von Pacecco De Rosa.

## Galerie

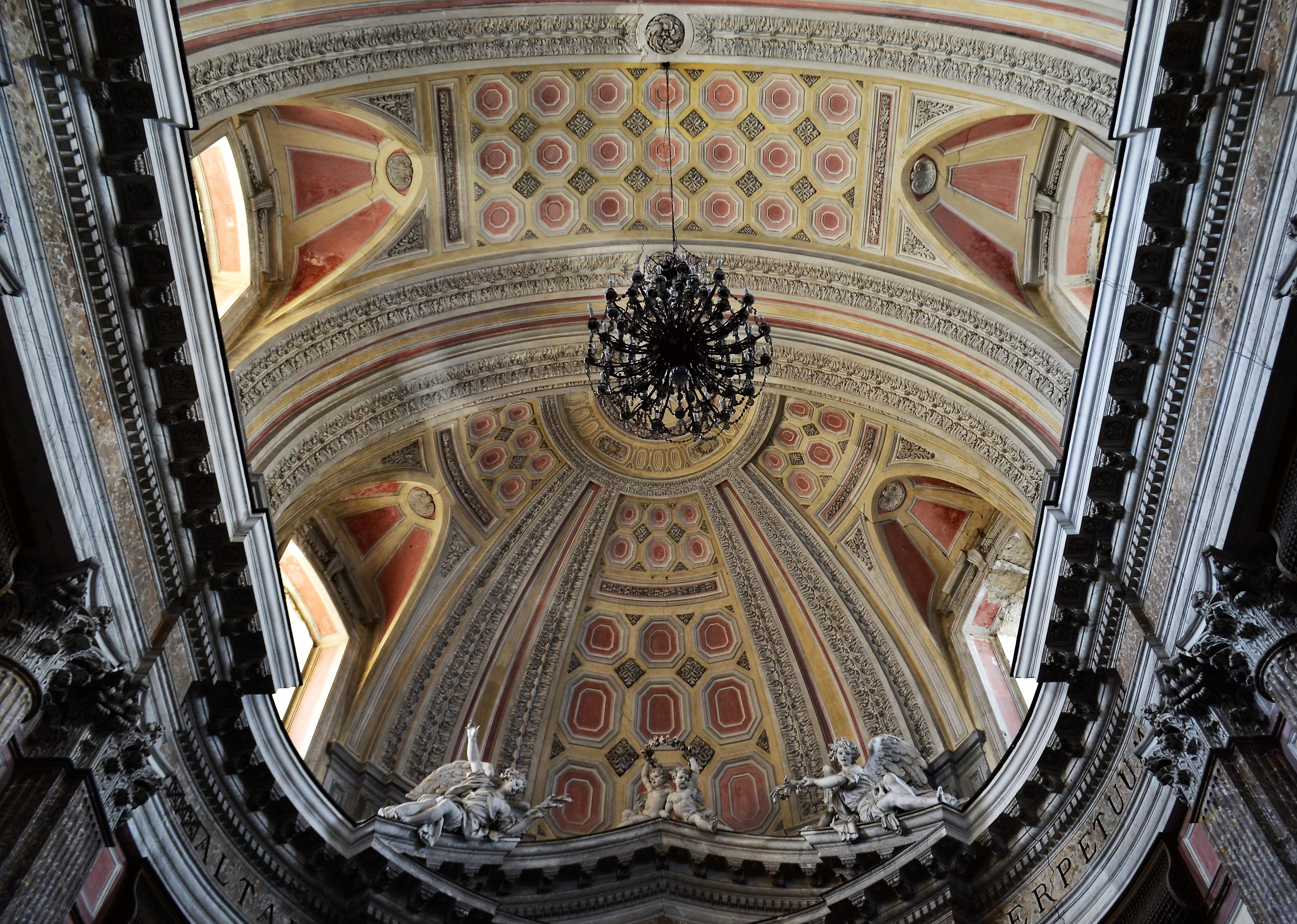
Deckengewölbe in der Apsis
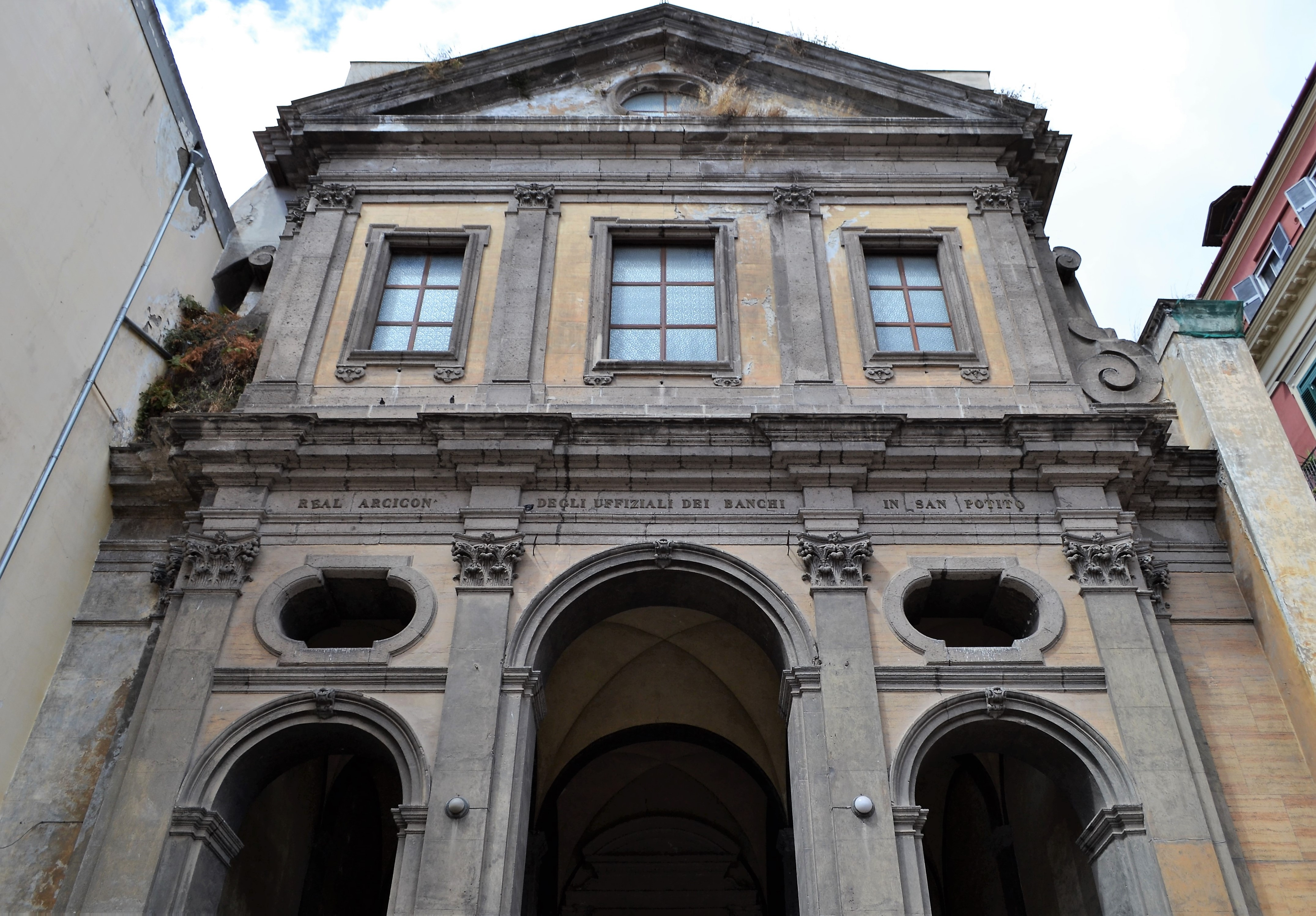
Detail der Fassade (vor Restaurierung)

## Einzelanmerkungen
1. ↑  Emanuela Sorrentino: „La chiesa di San Potito riapre con l’Accademia per i giovani. Crowdfunding per ristrutturare la sacrestia“, Artikel in: Il Mattino, 23. Juni 2017, online: Ilmattino.it, zuletzt gesehen am 22. Oktober 2018